# 無言昌謹
無言昌謹（むごん しょうきん）は、南北朝時代から室町時代の臨済宗の僧。

## 経歴・人物
義堂周信の室に入り、その法を嗣ぎ、のち相模浄智寺の住持をつとめた。 寂年および享年は不明。